# Pablo de Olavide

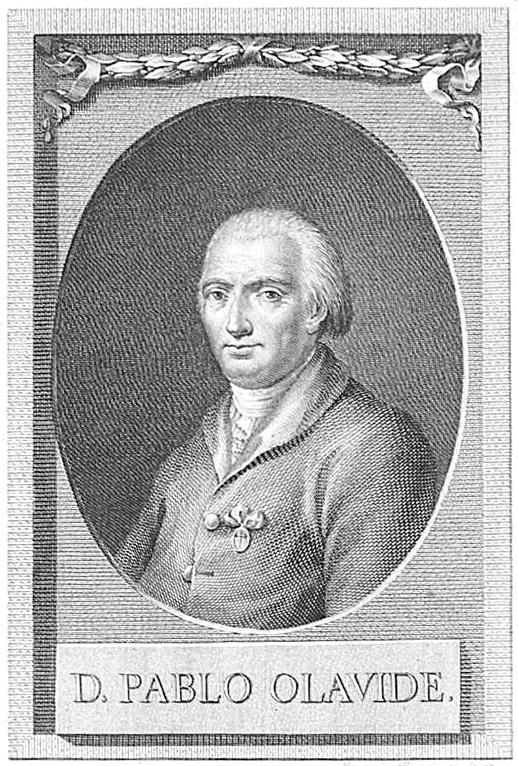
Pablo de Olavide, Kupferstich von Juan Moreno Tejada (um 1805)

Pablo Antonio José de Olavide y Jáuregui (* 25. Januar 1725 in Lima (Perú); †  25. Februar 1803 in Baeza (Jaén)) war ein hispanoamerikanischer Jurist, Verwaltungsbeamter, Politiker, Übersetzer, Autor und Aufklärer.

## Leben und Wirken

### Leben im Vizekönigreich Peru
Er wurde als der einzige Sohn des aus Lácar in Alta Navarra stammenden Kaufmanns Martín José de Olavide y Albizu (1686–1763) und dessen erster Ehefrau María Ana Teresa de Jáuregui Ormaechea y Aguirre (* 1705) im Vizekönigreich Peru geboren. Die Eltern waren seit 1724 verheiratet. Aus der zweiten Ehe seines Vaters mit Doña María de Lezaún – Martín de Olavide heiratete sie 1736 – hatte Pablo de Olavide zwei jüngere Halbgeschwister: Gracia Estefanía de Olavide (1744–1775) und Pedro Esteban de Olavide Lezaún (1741–1776). Seine Schwester starb 1775 in Baeza.
Pablo de Olavide studierte Theologie und Jurisprudenz an dem von Jesuiten geführten Colegio Real de San Martín de Lima und an der Universidad de San Marcos de Lima. 1740 erlangte er hier seinen Abschluss in kanonischem Recht und zwei Jahre später im weltlichen Recht.
Im Jahre 1741 wurde er an der Real Audiencia, dem Obergerichtshof in Lima, als Anwalt zugelassen sowie zum Beisitzer am Handelsgericht (Consulado) berufen. Schon 1745 gelangte er in die Position eines Oidors.
Nach dem Erdbeben, das Lima am Freitag den 28. Oktober 1746 zerstörte, wurde er vom Vizekönig José Antonio Manso de Velasco zum Verwalter des Nachlasses der Opfer ernannt. Man warf ihm vor, in dieser Funktion das Vermögen der Toten für den Bau eines Theaters verwendet zu haben. Der Consejo de Indias klagte ihn im Jahre 1750 wegen dieser Vorwürfe an. Er floh daraufhin nach Spanien.

### Emigration nach Spanien
Als er 1752 in Spanien ankam, wurde er bald zum Ritter des Orden de Santiago geschlagen. 1754 wurde er auf Antrag der Audiencia von Lima wegen des Vorwurfs der Korruption kurzzeitig inhaftiert, aber gegen Kaution freigelassen. Im Jahre 1757 wurde das Verfahren sanktionslos abgeschlossen, nachdem er alle seine öffentlichen Ämter in den Kolonien aufgegeben hatte. Unterdessen heiratete er 1755 die wohlhabende Witwe Doña Isabel de los Ríos. Beide unternahmen zwischen 1757 und 1765 mindestens drei größere Reisen durch Italien und vor allem Frankreich, wo sie mehrere Jahre lebten. 1765 verlegte Olavide seinen Lebensmittelpunkt nach Madrid und gründete einen literarischen Salon nach französischem Vorbild. Er galt nach seinem Frankreichaufenthalt als Afrancesado und war ein Enthusiast der französischen Philosophes: Er war nicht nur mit Voltaire befreundet, sondern später auch mit Denis Diderot. Bei Voltaire wohnte er eine Zeitlang auf dessen Landsitz in dem Schloss Les délices in Ferney in der Nähe des Genfer Sees. In Madrid soll er oft einschlägige Tertulias besucht haben.
Olavide war ein persönlicher Freund des Grafen von Aranda, der von 1766 bis 1773 in der Funktion eines Ministers des Königs Karl III. im obersten königlichen Rat von Kastilien (Real y Supremo Consejo de Castilla) tätig war. Auch Pedro Rodríguez de Campomanes verkehrte in seinem Salon. Ein weiterer enger Vertrauter in Madrid war Don Miguel de Gijón y León. Auch dank der Beziehungen von Campomanes und Aranda wurde Olavide in weitere Ämter in der um Reformen bemühten spanischen Monarchie berufen. So beauftragte die spanische Krone Olavide mit der Reform der Universität von Sevilla. In diesem Zusammenhang ernannte man ihn für den Zeitraum von 1767 bis 1778 zum Assistenten des Bürgermeisters von Sevilla und darüber hinaus zum Provinzintendanten der Armee der vier Königreiche von Andalusien (Jaen, Córdoba, Granada und Sevilla).

### Reformer in Südspanien

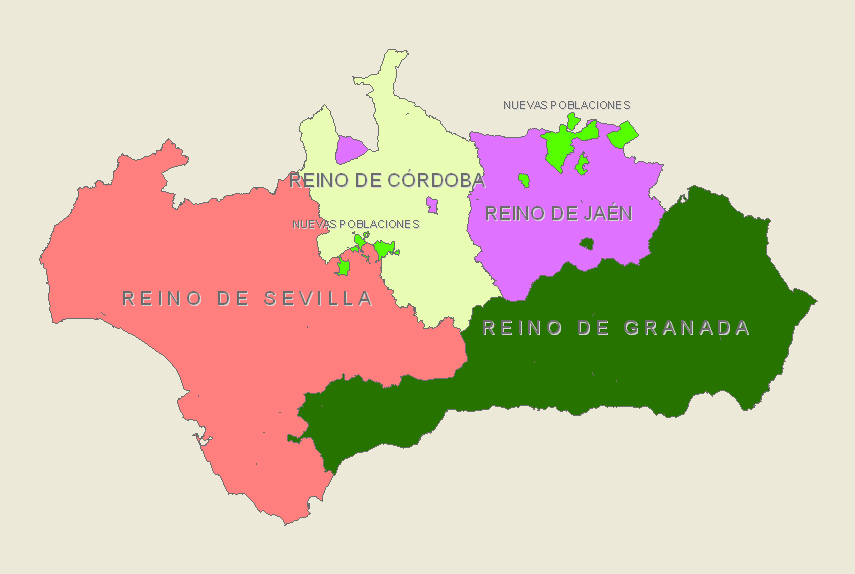
Die vier Reiche Andalusiens mit den Nuevas Poblaciones in Hellgrün

Karl III. versuchte im Rahmen seiner Reformbemühungen, das südliche Spanien zu entwickeln. Olavide leitete als Superintendente de las Nuevas Poblaciones de Sierra Morena y Andalucía die Kolonisation in der Sierra Morena im nördlichen Andalusien. Unter seiner organisatorischen Regie entstanden in wenigen Jahren mehr als vierzig neue Siedlungen, in denen sich zum Teil auch ausländische Immigranten niederließen, darunter Einwanderer aus dem heutigen Rheinland-Pfalz wie Johann Kaspar Thürriegel. Die geistliche Führung der deutschsprachigen Siedler lag bei einer Gruppe von Kapuzinern.
Als Spätfolge der Reconquista waren weite Landstriche Andalusiens nur sehr dünn besiedelt. Dies war aber durchaus im Interesse der Mesta, der mächtigen kastilischen Schafzüchtergilde. Denn die großen Ländereien (Latifundien) befanden sich vielfach im Besitz von Kirche und Hochadel. Diese Landeigentümer sahen in der Wanderschafzucht einen ausgezeichneten Weg, das Weideland zu nutzen und wirtschaftlichen Gewinn zu erzielen. Als die Mesta dieses Privileg verlor, sollte Olavide dort Bauern ansiedeln. Sein Projekt war ein großer Erfolg, und so entstanden Städte und Siedlungen mit einer von ihm initiierten liberalen Verfassung. Hinzu kam, dass am 2. April 1767 durch einen Erlass Karls III. die Jesuiten aus Spanien vertrieben wurden. Ab 1769 versteigerte man das Eigentum der Jesuiten zugunsten der spanischen Krone.
Olavide plante, in seiner neuen Position verschiedene Reformen durchzusetzen, die sich an den Vorstellungen eines „aufgeklärten Despotismus“ (Despotismo Ilustrado) orientierten. In seinem Text Informe sobre la ley agraria (1768) zur Agrarreform vertrat er eine physiokratische Ansicht. Seine Reformpläne stießen auf Widerspruch nicht nur auf den verschiedensten Ebenen der königlichen Bürokratie, auch weitere Akteure wie kirchliche Autoritäten oder lokale Machtapparate mussten überzeugt werden. Dies gelang Olavide nur mithilfe seiner einflussreichen Gönner am spanischen Hof in Madrid. Mit der Berufung des Grafen von Aranda zum zukünftigen Botschafter Spaniens in Paris im Jahre 1773 brach für Olavide eine wichtige Stütze seiner Bestrebungen weg.

### Inquisitionsprozess
Seine kritische Einstellung zur Kirche und seine Publikationen brachten ihn zunehmend in Konflikt mit der spanischen Inquisition. Seit 1775 sammelte die Inquisition Belastungsmaterial gegen Pablo de Olavide. Mit Genehmigung Karls III. wurde ein förmliches Verfahren wegen Ketzerei und Freigeisterei eröffnet, in dem er der Gottlosigkeit beschuldigt wurde. Ausschlaggebend für die Eröffnung des Inquisitionsprozesses waren letztlich die Beschuldigungen eines deutschen Kapuziners, der mit den Kolonisten nach Nuevas Poblaciones de Andalucía gekommen war. In der Anklageschrift wurden insgesamt einhundertsechsundvierzig Punkte aufgeführt: So soll er die Möglichkeit von Wundern geleugnet und die Heiligenverehrung verhöhnt haben, auch habe er am Heilswert der Werke der Barmherzigkeit, an der Existenz der Hölle und an der Erbsünde gezweifelt. Ferner sei er für einen toleranteren Umgang gegenüber den Protestanten eingetreten.
Man enthob ihn seiner Ämter, ließ ihn den Sanbenito tragen und sperrte Olavide ab 1776 in Untersuchungshaft. Das Urteil, das im Jahre 1778 gefällt wurde, lautete auf acht Jahre Zwangsaufenthalte in der Einsamkeit verschiedener spanischer Klöster. Zuerst war Olavide im Monasterio de Sahagún untergebracht. Dort wurde er gezwungen, unter Aufsicht fromme Bücher zu lesen.

### Flucht nach Frankreich
Aufgrund der Fürsprache des Großinquisitors Felipe Beltrán Serrano durfte Olavide wegen seiner gesundheitlichen Verfassung eines der Klöster zu Badekuren verlassen. Während eines seiner Aufenthalte in Caldes de Malavella, einem katalanischen Badeort, floh Olavide 1780 nach Toulouse und dann weiter nach Genf. In Genf hielt sich Olavide auf, bis ein mögliches spanisches Auslieferungsbegehren an den die französische Krone abgewiesen worden war. Ab 1781 lebte er dann in Paris. In Frankreich wurde er von seinem Freund Voltaire begrüßt. Olavide verbarg seine Identität, um eine Auslieferung zu vermeiden, unter dem Pseudonym Conde de Pilos. In der französischen Hauptstadt lernte er viele weitere Philosophes kennen, so auch Denis Diderot. Dieser nahm seine Begegnungen mit Olavide zum Anlass, in der Correspondance littéraire, philosophique et critique eine fiktionalisierte Biographie eines ungenannten Vertreters der spanischen Aufklärung niederzulegen.

### Revolution und Rückkehr nach Spanien

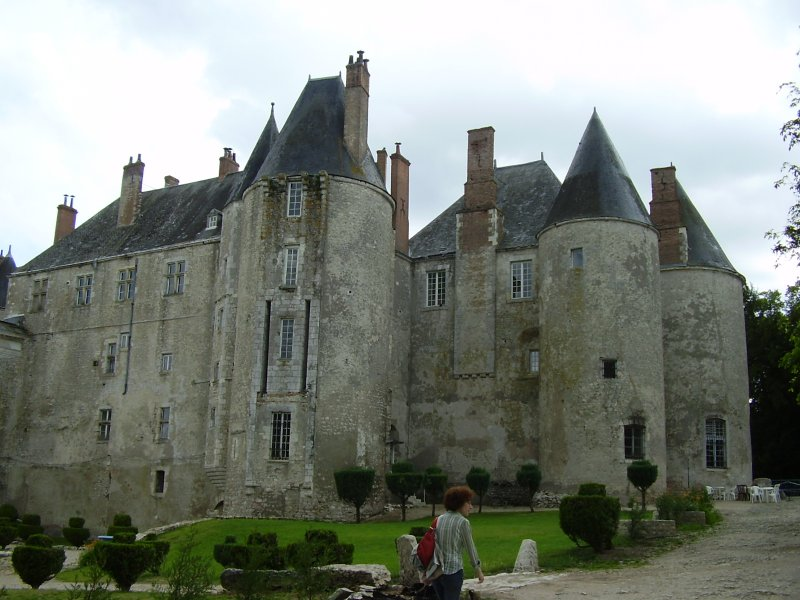
Château de Meung-sur-Loire, hier lebte Olavide ab 1791 bis zu seiner Verhaftung

An den politischen Umbrüchen im Gefolge der Französischen Revolution nahm er großen Anteil. Durch die Bergpartei (La Montagne) geriet er in der Zeit der Terrorherrschaft in arge Bedrängnis. Während des Terrors zog er sich 1791 auf das Château de Meung-sur-Loire in dem Dorf Meung-sur-Loire zurück. Dennoch wurde Olavide durch den Sicherheitsausschussin der Nacht des 16. Aprils 1794 arrestiert und zu einer Gefängnisstrafe in Orléans verurteilt. Nach dem 9. Thermidor kam er frei, verließ Frankreich und kehrte nach Spanien zurück. In Valencia ließ er anonym seinen „Triumph des Evangeliums“ verlegen (El Evangelio en triunfo o historia de un filósofo desengañado, 1797), in dem er seine früheren Ansichten widerrief und seine „Fehler und Verirrungen“ bereute. Er stellte Verbindungen zum spanischen Hof Karls IV. her, um eine Wiederaufnahme möglich zu machen. Schließlich wurde er 1798 von Manuel de Godoy offiziell in Spanien willkommen geheißen. Man gewährte ihm eine Jahresrente von 90.000 Reales.
Olavide konnte im Jahr 1800 einige seiner Erzählungen in Madrid unter dem Pseudonym Atanasio de Céspedes y Monroy publizieren. Bis zu seinem Tod lebte er in Baeza, wo sich auch seine Grabstätte findet. Seine sterblichen Überreste sind in der Krypta der Iglesia de San Pablo (Baeza) bestattet.

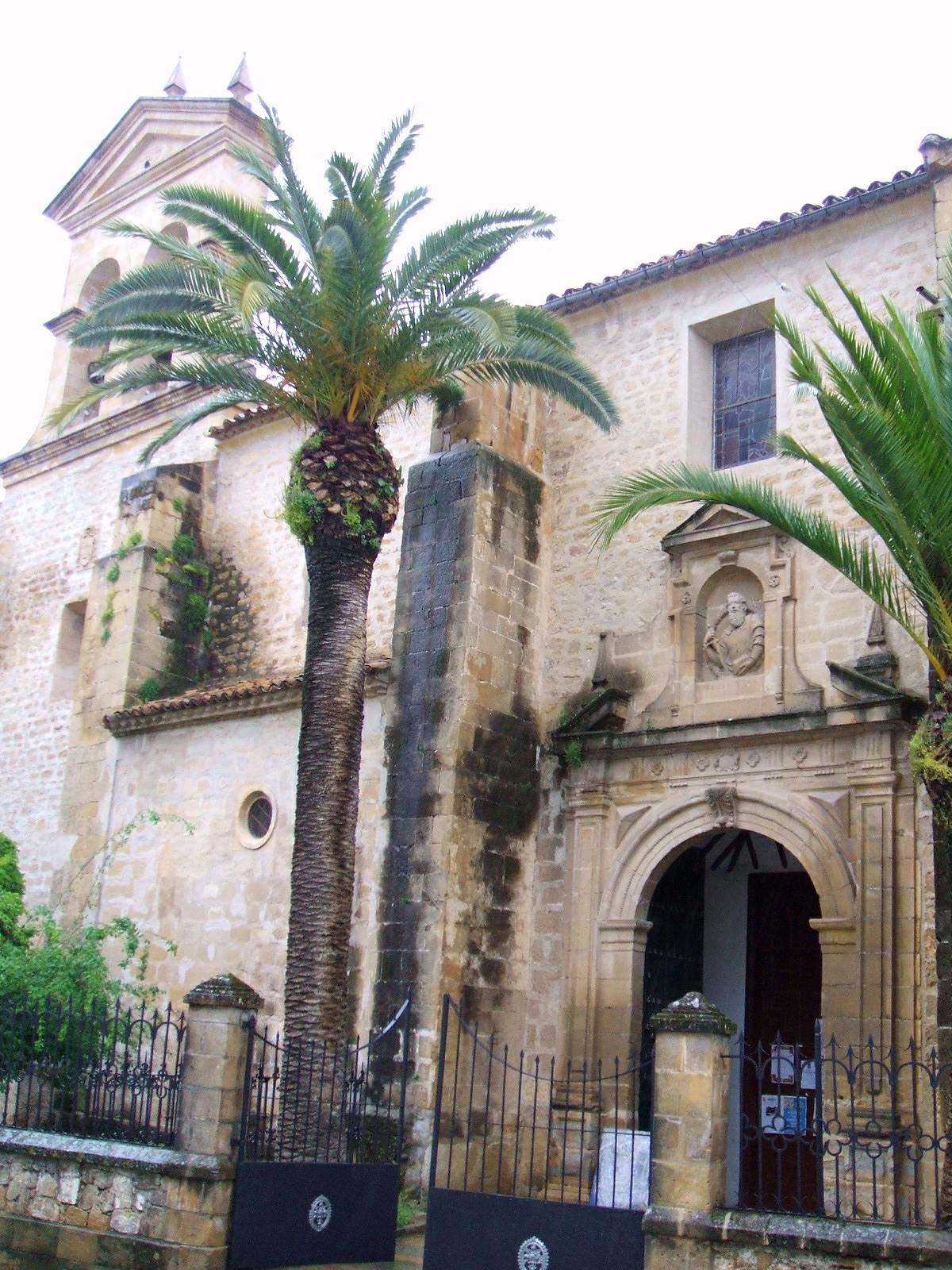
Iglesia de San Pablo, in deren Krypta sich Olavides Gruft befindet

## Ehrungen
- Die Universität Pablo de Olavide (UPO) wurde 1997 gegründet[15] und ist somit eine der jüngsten öffentlichen Universitäten Spaniens. Sie wurde zu Ehren von Pablo de Olavide nach ihm benannt.
- Durch die Gesellschaft La Fundación de Municipios Pablo de Olavide wird ein Preis für Arbeiten über Themen mit aufklärerischen Gedanken vergeben: Premio de Ensayo Pablo de Olavide: el Espíritu de la Ilustración.

## Werke (Auswahl)

### Lyrik
- Poemas christianos en que se exponen con sencillez las verdades más importantes de la religión, Madrid: Joseph Doblado, 1799

### Theaterwerke
- El desertor. Edic. de Trinidad Barrerar y Piedad Bolaños. Sevilla: Ayto. Sevilla, 1987. Übersetzung durch Louis Sebastian Mercier.
- Hipermnestra. Übersetzung durch Antoine Marin Lemierre.
- Lina. Übersetzung durch de Lemierre.
- El jugador. Übersetzung durch de Jean François Regnard.
- Mitrídates. Barcelona, Imp. de Gilbert y Tutó, ohne Jahresangabe, Übersetzung durch de Racine.
- Celmira. Übersetzung durch de Dormont du Belloy.
- Zayda. Übersetzung durch de Voltaire.
- Casandro y Olimpia. Übersetzung durch de Voltaire.

### Zarzuelas
- El celoso burlado. 1764, inspirada en El celoso extremeño de Cervantes pero traducida al parecer del italiano.

### Studien, Essays
- Informe sobre el proyecto de colonización de Puerto Rico y América del Sur 1927
- Informe sobre el proyecto de colonización de Sierra Morena. Publicado también por el profesor Cayetano Alcázar Molina en 1927.
- Hermandades y Cofradías de Sevilla.
- Informe sobre la ley agraria. 1768.
- Plan de estudios para la Universidad de Sevilla. Ediciones Cultura Popular, Barcelona 1969.

### Erzählungen
- Teresa o el terremoto de Lima. Imprenta de Pillet, Paris 1829.
- El Evangelio en triumpho o Historia de un filósofo desengañado. Imprenta de Joseph de Orga, Valencia 1797, muy reimpresa (alcanzó dieciocho ediciones en poco tiempo). Hay edición moderna (Oviedo: Fundación Gustavo Bueno, 2004) en dos volúmenes al cuidado de José Luis Gómez Urdáñez sobre el texto de la sexta edición, Madrid: José Doblado, 1800, 4 vols.
- El incógnito o el fruto de la ambición.
- Paulina o el amor desinteresado.
- Sabina o los grandes sin disfraz. (PDF; 1,1 MB)
- Marcelo o los peligros de la corte.
- Lucía o la aldeana virtuosa.
- Laura o el sol de Sevilla.
- El estudiante o el fruto de la honradez.